# Дэвидс, Лэнс
Лэнс Дэ́видс (англ. Lance Davids, 11 апреля 1985, Кейптаун, ЮАР) — южноафриканский футболист, полузащитник.

## Клубная карьера
Заниматься футболом Лэнс Дэвидс начал в детской команде одного из клубов своего родного города — «Элленик»; дальнейшее становление юного футболиста проходило на другом континенте — в молодёжной команде мюнхенского клуба «Мюнхен 1860». В составе «львов» Лэнс Дэвидс и дебютировал как профессиональный футболист; это произошло в сезоне 2004/05. Однако, закрепиться в основе клуба из столицы Баварии южноафриканцу не удалось: большую часть своей трёхлетней карьеры в качестве игрока «Мюнхена 1860» Лэнс Дэвидс провёл в составе второй команды клуба, за основной состав сыграв всего 21 матч. В 2006 году полузащитник перешёл в другой европейский чемпионат, став игроком шведского «Юргордена».
В 2009 году Лэнс Дэвидс вернулся на родину, заключив краткосрочный контракт с действующими чемпионами ЮАР — клубом «Суперспорт Юнайтед». Возвращение оказалось удачным: полузащитник завоевал первый трофей в своей футбольной карьере, став с клубом чемпионом Премьер-Лиги. Тем не менее, в «Суперспорт Юнайтед» Дэвидс не остался, перейдя в клуб из родного города — «Аякс».
Возвращение на родину, однако, оказалось недолгим: отыграв за «Аякс» один сезон, Лэнс Дэвидс вновь отправился в Европу, на сей раз — в бельгийский «Льерс».

## Карьера в сборной
Проведя за молодёжную сборную ЮАР 22 матча, в 2008 году Лэнс Дэвидс впервые был вызван в основную национальную сборную. В составе сборной полузащитник дебютировал на Кубке африканских наций, в матче со сборной Сенегала.

## Достижения
Чемпион ЮАР: 2009